# Bombardowanie Aleksandrii (1882)
Bombardowanie Aleksandrii − ostrzał fortów nabrzeżnych i zabudowań miasta Aleksandria przeprowadzony 11 lipca 1882 roku przez okręty Royal Navy. Bombardowanie nastąpiło w trakcie brytyjskiej interwencji w Egipcie, wymierzonej przeciwko wojskom Arabiego Paszy. W wyniku ostrzału egipscy żołnierze wycofali się z miasta, umożliwiając Brytyjczykom jego opanowanie.

## Przyczyny
W związku z zaostrzeniem nastrojów antyeuropejskich w Egipcie, 6 maja 1882 roku zespół okrętów brytyjskiej Floty Śródziemnomorskiej, składający się z czterech pancerników i dwóch kanonierek, wypłynął z Malty w kierunku Aleksandrii. W drodze zawinął do zatoki Suda, gdzie dołączyły do niego francuskie pancernik i dwie kanonierki. Zgodnie z porozumieniem zawartym przez rządy obu mocarstw, także brytyjski dowódca, wiceadmirał Frederick Beuchamp Seymour wyznaczył do działań identyczny liczebnie zespół. 20 maja sześć okrętów obydwu flot wpłynęło do zewnętrznego portu w Aleksandrii. Royal Navy reprezentowały: pancernik „Invincible” oraz kanonierki „Falcon” i „Beacon”, Marine nationale odpowiednio „La Galissoniere” oraz „Bison” i „Aspic”. Okrętami francuskimi dowodził kontradmirał Conrad, który otrzymał z Paryża dyspozycje, zabraniające mu angażowania się w starcia zbrojne z Egipcjanami, o ile nie będzie to absolutnie konieczne.
Admirał Seymour, po rozpoznaniu sytuacji w porcie i mieście, a zarazem będąc sceptycznym co do możliwości uzyskania wsparcia ze strony Francuzów, zażądał przysłania posiłków. Na wody egipskie zostały skierowane kolejne okręty Floty Śródziemnomorskiej: pancernik „Monarch” i jeszcze dwie kanonierki. Kolejne jednostki pozostawały skoncentrowane w zatoce Suda na Krecie. Pod koniec maja rząd brytyjski zdecydował o wysłaniu w rejon Morza Śródziemnego dalszych okrętów z wód macierzystych. Eskadra dowodzona przez kontradmirała Williama Dowella przybyła na Maltę w dniu 22 czerwca. Tymczasem już w pierwszej dekadzie czerwca do sił admirała Seymoura dołączyły pancerniki z zatoki Suda. W ten sposób dysponował on pod Aleksandrią łącznie sześcioma pancernikami i pięcioma kanonierkami, nie licząc jednostek francuskich.
Pomimo tej demonstracji siły, 11 czerwca w Aleksandrii wybuchły antyeuropejskie zamieszki. Ucierpieli zarówno mieszkańcy dzielnicy europejskiej, jak i chrześcijańscy obywatele miasta. Śmierć poniosło wówczas prawdopodobnie 68 osób, a więcej niż 100 zostało rannych. Zdarzenia te wywołały międzynarodową reakcję. Do końca miesiąca w Aleksandrii znalazły się okręty dalszych siedmiu państw: Grecji, Włoch, Turcji, Rosji, Niemiec, Stanów Zjednoczonych i Hiszpanii, których dowódcy otrzymali rozkaz ochrony własnych obywateli. Jednak żaden z nich nie miał pełnomocnictw do podejmowania akcji zbrojnej przeciwko Egipcjanom. 3 lipca zgodę na takową otrzymał z Londynu admirał Seymour. W następnych dniach jego eskadrę zasiliły dwa kolejne pancerniki, reszta pozostawała w odwodzie na Malcie. Wzmocniono również zespół floty na Morzu Czerwonym, dowodzony przez bohatera wojny krymskiej, kontradmirała Williama Hewetta.

## Bombardowanie

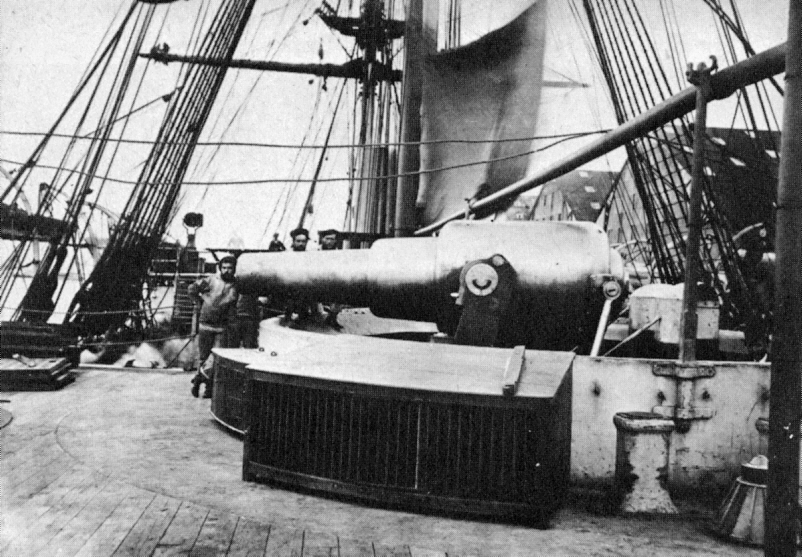
11-calowe (279 mm) działo na barbecie pancernika „Temeraire”

9 lipca, po naradzie ze swymi dowódcami, admirał Seymour przygotował ultimatum dla dowodzącego twierdzą aleksandryjską Toulby Paszy. Żądał w nim zaprzestania rozbudowy umocnień portowych, ich rozbrojenia i opuszczenia przez żołnierzy. Zostało ono przekazane o 5.00 rano następnego dnia, z 24-godzinnym terminem wykonania. Również 10 lipca z portu odpłynęły wszystkie obce okręty, pozostawiając Brytyjczyków i Egipcjan samym sobie. Rankiem 11 lipca grupa oficerów egipskich usiłowała podjąć próbę rokowań z Brytyjczykami, ale ponieważ termin ultimatum już upłynął, zostali potraktowani jak przeciwnicy i uwięzieni. Okręty brytyjskie otrzymały rozkaz przygotowania się do walki.
11 lipca 1882 roku Brytyjczycy dysponowali w Aleksandrii zespołem floty, składającym się z ośmiu pancerników (flagowy „Invincible”, „Alexandra”, „Temeraire”, „Monarch”, „Superb”, „Sultan”, „Inflexible” i „Penelope”), pięciu kanonierek oraz dwóch jednostek pomocniczych. Przeciwko sobie mieli około 2 tys. żołnierzy egipskich, obsadzających nadbrzeżne forty i umocnienia, oraz drugie tyle żołnierzy na umocnieniach w mieście. Forty twierdzy portowej dysponowały ponad 300 armatami i moździerzami, z których większość była jednak przestarzałej konstrukcji (gładkolufowa) i nie mogła poważnie zagrozić opancerzonym jednostkom przeciwnika. Już 10 lipca brytyjskie pancerniki zajęły wyznaczone pozycje naprzeciw głównych umocnień egipskich. Następnego dnia około 6.00 rano jeden z pancerników, „Temeraire”, wszedł na przybrzeżną mieliznę, zaś próby jego ściągnięcia na głęboką wodę nie dały rezultatów. Godzinę później admirał Seymour wydał rozkaz otwarcia ognia. Jako pierwsze wystrzeliły działa pancernika „Alexandra”.
Kilka minut później strzelały już wszystkie okręty, łącznie z pozostającym na mieliźnie „Temeraire”, także baterie egipskie odpowiedziały ogniem. Egipcjanom udało się uzyskać sporo trafień, ale ich gładkolufowe armaty nie wyrządziły niemal żadnych szkód przeciwnikowi. Brytyjscy artylerzyści mieli w tym czasie kłopoty z celowaniem, ponieważ oślepiało ich nisko stojące słońce, zaś wiatr zwiewał dym z wystrzałów pomiędzy okręty a cele na lądzie. Wkrótce po godzinie 8.00 kanonierka „Condor”, dowodzona przez komandora Charlesa Beresforda, zbliżyła się na niewielką odległość do jednego z egipskich fortów, o nazwie Marabut, otwierając ogień z kartaczownic. Spowodował on duże straty wśród pozostającej na otwartych stanowiskach obsługi dział. Wkrótce, wspomagany przez pozostałe kanonierki, „Condor” zmusił załogę fortu do ucieczki.

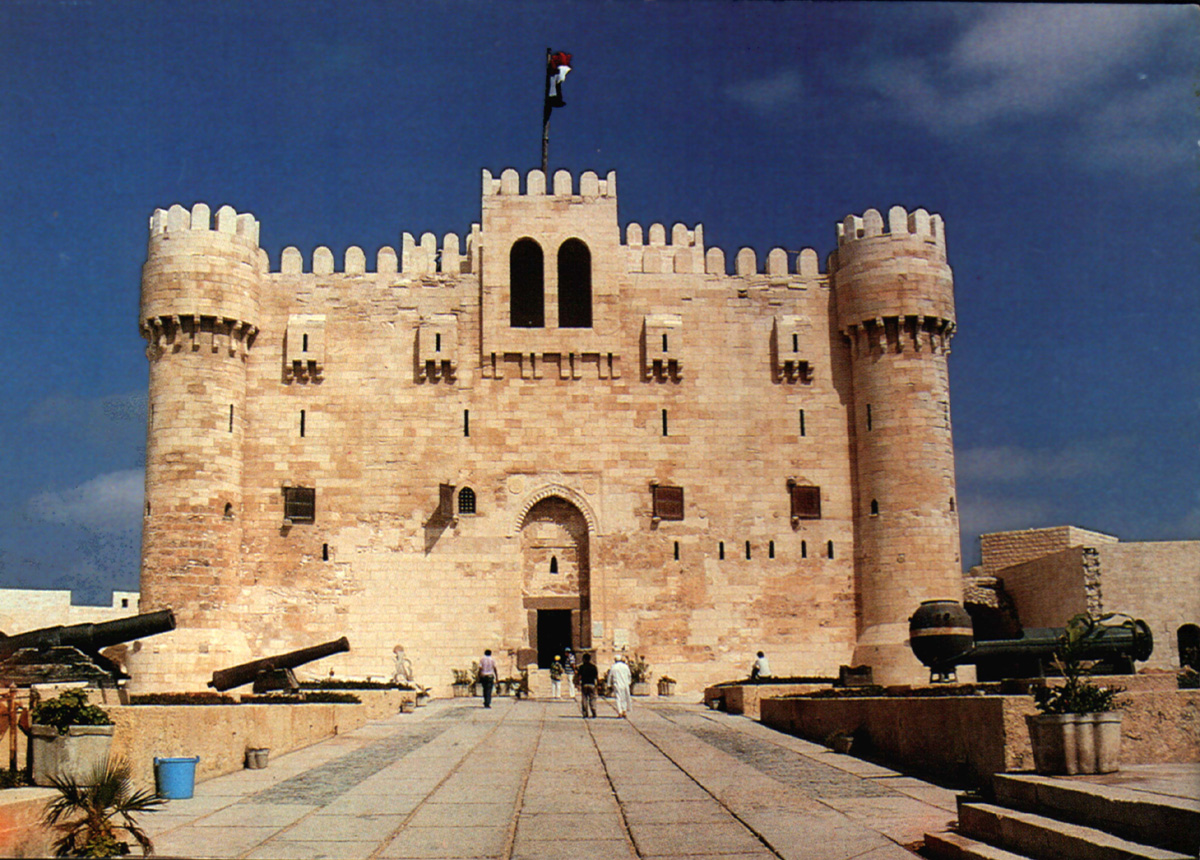
Fort Pharos, wygląd współczesny

Około 8.30 celny pocisk z „Monarcha” spowodował eksplozję składu prochu w forcie Marsa-el-Kanat. W ciągu kolejnych godzin Brytyjczycy rozbili większość baterii po zachodniej stronie umocnień. Pozostałe zostały opanowane i zniszczone przez niewielki desant, wysadzony na kutrze z flagowego „Invincible”, a wspierany przez ogień artyleryjski z kanonierek. Wczesnym popołudniem zamilkła większość dział północnej linii umocnień. Najdłużej walczącym, do około 16.30, fortem, był Pharos, wkrótce potem ostatnie salwy oddała jedna z baterii znajdujących się poza obrębem twierdzy. Brytyjczycy prowadzili ogień do milczących fortyfikacji jeszcze przez około pół godziny, po czym walka ustała.
W wyniku całodziennej wymiany ognia zniszczona bądź uszkodzona została większość egipskich baterii i umocnień, zaś ich załogi wycofały się do miasta. Poniosły one poważne straty w ludziach – liczba zabitych oceniana jest na 120–150, rannych na ponad 350. Przenoszące ponad fortyfikacjami brytyjskie pociski spowodowały znaczne spustoszenia w kilku punktach zabudowy miejskiej (w ogniu stanął między innymi pałac kedywa) i śmierć około 150 mieszkańców. Znaczna część ludności Aleksandrii w obawie przed skutkami bombardowania uciekła poza miasto i powróciła dopiero po kilku dniach. Po stronie brytyjskiej straty były nieznaczne: łącznie pięć ofiar śmiertelnych i 28 rannych (jeden z nich zmarł wkrótce na skutek poniesionych obrażeń) oraz niewielkie uszkodzenia okrętów. Część z nich została zresztą odniesiona od podmuchów wystrzałów własnych armat, nie od ognia przeciwnika.

## Zajęcie Aleksandrii

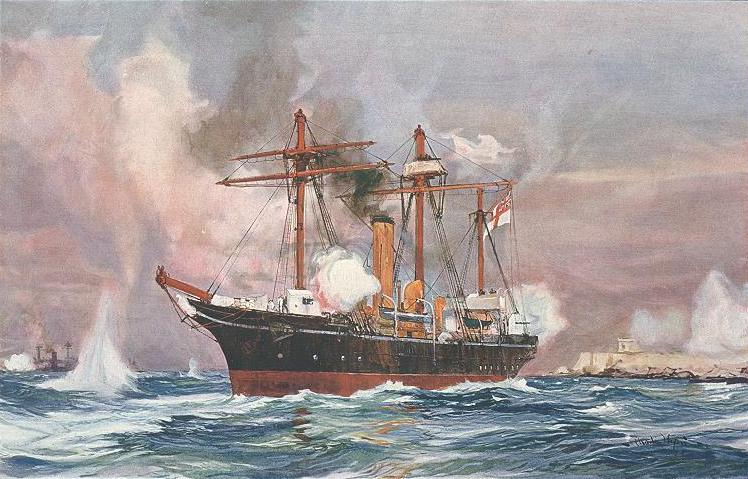
Well Done Condor, litografia na podstawie obrazu Charlesa Dixona, 1901

12 lipca admirał Seymour utrzymał pogotowie bojowe na swoich okrętach, ale nie zdecydował się na wznowienie bombardowania. Oddano jedynie kilka strzałów do żołnierzy egipskich, próbujących naprawiać uszkodzenia w jednej z baterii nadbrzeżnych. Delegacja brytyjskich oficerów spotkała się z Toulbą Paszą, aby wynegocjować zawieszenie broni, ale rozmowy zakończyły się fiaskiem. Wieczorne próby obsadzenia przez Egipcjan niektórych umocnień spowodowały otwarcie krótkotrwałego ognia przez niektóre z okrętów, co zmusiło żołnierzy do ostatecznego wycofania się poza obręb twierdzy. Arabi Pasza zdecydował o wycofaniu swego garnizonu z Aleksandrii, zostawiając miasto na łasce Brytyjczyków. Przez całą noc w Aleksandrii trwały rozboje i grabieże, którym kres położyły dopiero 14 lipca brytyjskie patrole wojskowe.
13 lipca część okrętów zacumowała w porcie wewnętrznym i wysadziła na ląd kilkuset żołnierzy piechoty morskiej i marynarzy, dowodzonych przez komandora Johna Fishera. Obsadzili oni część umocnień twierdzy i najważniejsze punkty w mieście. Wkrótce rozpoczęto patrolowanie ulic, by zapobiec rozruchom i bandytyzmowi. Po kilku dniach do Aleksandrii powróciła ludność cywilna. Siły brytyjskie zostały wzmocnione nowymi oddziałami, przybyłymi z Malty. Po 17 lipca ponad 3 tys. żołnierzy i marynarzy tworzyło zorganizowaną obronę miasta, na wypadek powrotu i ataku armii Arabiego Paszy. Dysponowali między innymi improwizowanym pociągiem pancernym, zbudowanym z inicjatywy komandorów Fishera i Wilsona. Do większych starć jednak nie doszło, jedynie do końca pierwszej dekady sierpnia toczono potyczki z egipskimi patrolami. Działania tej wojny, prowadzone później przez armię lądową dowodzoną przez generała Garneta Wolseleya, doprowadziły ostatecznie do rozbicia Egipcjan w bitwie pod Tel-el-Kebir w dniu 13 września 1882 roku.